# Potoče, Preddvor
Potoče este o localitate din comuna Preddvor, Slovenia, cu o populație de 322 de locuitori.